# Sungai Gurun
Sungai Gurun is een bestuurslaag in het regentschap Bungo van de provincie Jambi, Indonesië. Sungai Gurun telt 1207 inwoners (volkstelling 2010).